# Deutscher Adel um 1900
Deutscher Adel um 1900 ist eine Romantrilogie von Georg von Ompteda. Sie besteht aus den Bänden Sylvester von Geyer (1897), Eysen (1899) und Cäcilie von Sarryn (1902). Diese gehörten zu den meistgelesenen Büchern ihrer Zeit.

## Inhalt
Sylvester von Geyer
Im ersten Band wird die Entwicklung des jungen Adligen Sylvester von Geyer von seiner Kindheit bis zu der beginnenden militärischen Laufbahn teilweise sehr kritisch dargestellt.

„Szenen aus dem Kadettenhaus, der Schule, der Kaserne sind ergreifend und wahr, das Offizierselend hat noch nirgends klarer seine Formel gefunden.“

Diese Beschreibungen beruhen auch auf eigenen Erfahrungen des Autors.
Der Romanheld Sylvester von Geyer stirbt kurz vor der aufwändig angebahnten Eheschließung.

„Das Buch ist ein Mahnruf an den materiell abgewirtschafteten Adel, ihre Kinder anderen Berufen zuzuwenden, die, wenn sie auch im Staat weniger bedeuten, dennoch ihren Mann besser ernähren.“

Eysen
Im zweiten Band wird die Entwicklung der weitverzweigten Adelsfamilie Eysen über einen Zeitraum von zwanzig Jahren beschrieben. Dabei werden verschiedene Einzelschicksale dargestellt, von denen einige recht erfolgreich sind, die meisten anderen aber vom Verfall des deutschen Adels betroffen sind.

Das Hauptthema dieses Romans ist, wie schaffen es Adlige, sich durch eigene Aktivitäten eine neue Stellung in der Gesellschaft zu erwerben und nicht mehr auf die verlorengehenden Privilegien zu bauen.
Positive Vorbilder sind für den Autor aktive bürgerliche und adlige Unternehmer, die durch eigenes Engagement erfolgreich werden.
Sein Motto ist Was du ererbt von deinen Vätern hast, erwirb es, um es zu besitzen .
Diese umfangreiche Darstellung einer Familiengeschichte war damaligen Literaturkritikern nur bei Romanen von Zola bekannt.  (Kurz danach erschien der Roman Buddenbrooks von Thomas Mann, der detailliert den Verfall einer norddeutschen Kaufmannsfamilie beschreibt.)
Cäcilie von Sarryn
In diesem Roman wurde die jungen Cäcilie von Sarryn beschrieben, die von ihrer Umgebung rasch zur alten Jungfer gemacht wird.

„Solcher Cäcilien gibt es in Deutschland gar viele, wir meinen sie gut zu kennen.“

Sie hat dagegen herzensgute Züge, die besonders bei der Fürsorge für die Kinder der verstorbenen Schwester sichtbar werden.

## Hintergründe
Der junge ehemalige Offizier Georg Freiherr von Ompteda veröffentlichte seit 1890 einige Novellen und Romane, die aber keine größere Bekanntheit erlangten.
Mit Sylvester von Geyer (1897) erreichte er eine erste größere Aufmerksamkeit.  Der zweite Roman Eysen (1899) wurde ein großer Erfolg, der den Autor bekannt machte. Er wurde von verschiedenen Literaturrezensenten als einer der wichtigsten Romane des Jahres eingeschätzt. Bei Umfragen bei Bibliotheken  wurde er als das meistgefragteste Buch im Jahr 1900 ermittelt, und 1901 als zweitgefragtestes.
Auch der dritte Roman der Trilogie Cäcilie von Sarryn (1902) erhielt eine größere Resonanz, (die wahrscheinlich auch durch den Erfolg der vorherigen Buches befördert worden war). Dieser wurde 1902 als das drittgefragteste Buch in Bibliotheken genannt.
Von allen drei Bänden erschienen zahlreiche Neuauflagen bis 1922. Eysen wurde in das Französische übersetzt.
Danach schwand das Interesse an diesen Büchern.
In literaturgeschichtlichen Schriften wurden sie nur selten erwähnt.

## Ausgaben
Sylvester von Geyer. Ein Menschenleben
- [1. Auflage], F. Fontane & Co., Berlin, 1897
- 15. Auflage, Egon Fleischel & Co., Berlin, 1912[8]
- 19. Auflage, Egon Fleischel & Co., Berlin, 1919[9]
- 26. Auflage, Egon Fleischel, Berlin, 1921[10]

Eysen
- [1. Auflage] F. Fontane, Berlin, 1899, 2 Bände
- 17. Auflage Egon Fleischel, Berlin, 1917
- 18. Auflage, Egon Fleischel, Berlin, 1921[11]
- Ausgabe in einem Band, Egon Fleischel, 1921, gekürzte Ausgabe, wahrscheinlich durch den Autor
- 21. bis 25. Tausend, Deutsche Verlags-Anstalt, Stuttgart 1922, übernommen von Fleischel, letzte feststellbare zeitgenössische Ausgabe

- Neuausgabe, Forgotten Books, 2022

- Französische Übersetzung La famille Eysen, Ollendorff, 1901, mindestens eine weitere Auflage

Cäcilie von Sarryn. Aus einem armen Leben
- [1. Auflage] F. Fontane, Berlin 1902, 2 Bände
- 9. Auflage, Fleischel, Berlin, 1916